# Boom Boom Satellites
Boom Boom Satellites (ブンブンサテライツ Bun Bun Sateraitsu) fue un dúo japonés de música rock y electrónica formado por el guitarrista y vocalista Michiyuki Kawashima y el bajista y programador Masayuki Nakano. Si bien su música se puede clasificar como big beat o breakbeat nu skool con fuertes influencias de jazz, son famosos por el uso intensivo de guitarras eléctricas en su música, y el producto final a menudo tiene una fuerte influencia rock o punk. Actualmente están suscritos a Sony Music Entertainment Japan, con quienes publicaron todos sus álbumes en tierras niponas.

## Historia
Kawashima y Nakano, amigos de la universidad, formaron la banda en 1990 y se trasladaron a tierras europeas años más tarde para continuar su carrera musical. Según una entrevista, el nombre se originó de una canción de la agrupación británica Sigue Sigue Sputnik.
La discográfica belga R&S Records lanzó el primer sencillo de la agrupación en Europa en 1995. Kawashima y Nakano aparecieron en la revista europea Melody Maker, donde fueron nombrados como una combinación de The Chemical Brothers y The Prodigy. R&S Records lanzó su primer larga duración, 7 Ignitions/Auto Re-Birth, el 1 de abril de 1998. Meses después el dúo recorrió los Estados Unidos como acompañantes del músico Moby. Al obtener cierta popularidad en tierras norteamericanas, la banda de rock alternativo Garbage solicitó un remix del grupo.

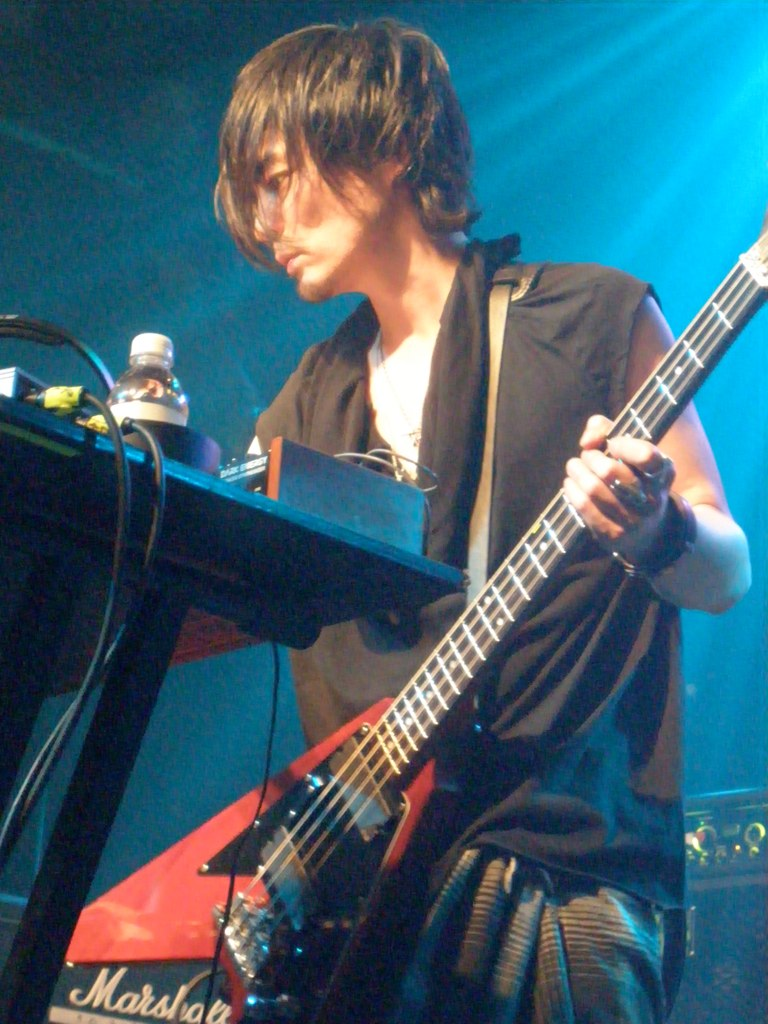
Masayuki Nakano.

El dúo ha contribuido con numerosas canciones para varias películas, comerciales y programas de televisión. En 2004, varias canciones del álbum Full of Elevating Pleasures formaron parte de la banda sonora de la película de animación en CGI Appleseed. En 2005, la canción "What Goes Around Comes Around" del álbum Exposed apareció en un comercial de la marca Dodge y la canción "Easy Action" se incluyó en la banda sonora de la película de anime de 2007 Vexille. El mismo año tocaron en el Reino Unido en el prestigioso festival musical In The City. En 2008, la canción "Scatterin 'Monkey" de su álbum de 1998 Out Loud fue usada en la película The Dark Knight y "Shut Up and Explode" se convirtió en la canción principal de PlayStation Store y se usó en la serie de televisión de anime Xam'd : Lost Memories.
En 2009 la banda colaboró con Tahj Mowry y Flo Rida en una nueva versión de su canción "Kick It Out". La canción presenta predominantemente las letras de Tahj Mowry y Flo Rida en los versos, mientras que el estribillo sigue siendo el mismo que en el lanzamiento original. Ese mismo año, la agrupación lanzó un remix para la canción de la banda Fact "A Fact of Life" en el álbum homónimo de la agrupación. En enero de 2010, Boom Boom Satellites publicó su primer compilado, titulado 19972007.
Después de publicar los discos de estudio Embrace (2013) y Shine Like a Billion Suns (2015) y un álbum de remixes en 2012, el dúo anunció oficialmente en 2016 su separación, debido principalmente a problemas de salud relacionados con un tumor cerebral del músico Kawashima. Ese mismo año la banda publicó el sencillo "Lay Your Hands on Me" para la banda sonora del anime Kiznaiver. El día de su lanzamiento, Nakano publicó que el mencionado sencillo sería la última publicación oficial de Boom Boom Satellites. El 9 de octubre de 2016, cuatro meses después de que el grupo cesara sus actividades, Kawashima falleció debido a su enfermedad.

## Discografía
- Out Loud (1998)
- Umbra (2001)
- Photon (2002)
- Full of Elevating Pleasures (2005)
- On (2006)
- Exposed (2007)
- To the Loveless (2010)
- Embrace (2013)
- Shine Like a Billion Suns (2015)